# Сокиринці (Прилуцький район)
Соки́ринці — село в Україні в Прилуцькому районі Чернігівської області. Входить до складу Срібнянської селищної громади. До 2017 року орган місцевого самоврядування Сокиринська сільська рада. Розташоване у верхів'ї річки Утки (лівої притоки Удаю), за 12 км від центру громади та за 5 км від автодороги Київ—Суми. Населення — близько 2000 мешканців; (1914 — бл. 4000 меш.). Герб села є промовистим.

## Географія
Із західного боку село прилягає до лісу, який називається Парком, з півдня розташовані лісові урочища Ушива та Микитівщина, з півночі — невеликий сосновий ліс Стадниця. На південь від села розташований ботанічний заказник «Галаганове (урочище «Парк Галагана»)», а на південний схід — ботанічний заказник «Соколівське».
У селі по річці Утка, в ярах, утворено ставки: Обеїв та Панський, Свячена, Короп, Свинячий, Біленків, Осадча, Утка.

## Історія
Поблизу Сокиринців є кургани 2-1 тис.до н. е.
Назва села походить від першого поселення Івана Сокири (або Сокирки), який 1092 заснував над річкою Уткою хутір.
Вперше згадується О. Пшездецьким у описі володінь Яреми Вишневецького у 40-х pp. 17 ст.
З другої половини 17 ст. входили до Срібнянської сотні Прилуцького полку, до Прилуцького повіту (1782—1923), до Срібнянського району Прилуцького округу (1923—1930).

### Гетьманщина
1666 — 32 госп. селян (козаки не показані).
Вільне військове село до 1716, коли гетьман Іван Скоропадський надав його прилуцькому полковнику Гнату Галагану (в селі налічувалося близько 150 дворів селян). Останній вибрав Сокиринці для своєї резиденції.
1737—147 госп. селян, 61 госп. козаків (16 виборних, 45 підпомічників) і 1 госп. козачих підсусідків.
1740 — в Сокиринцях було 100 дворів (104 хати) селян (у числі власницьких служителів названі: війт, комісар, тесля, стельмах, бондар, лісник, шкляр та ін.), 48 дворів (50 хат) козаків; діяли: дерев'яна церква, школа, шпиталь і шинок власницький. За полковником Григорієм Гнатовичем Ґалаґаном у Сокиринцях у 1764 році значилося 704 душі селян чоловічої статі.
1780—166 дворів (238 хат) селян, 3 двори (5 хат) підсусідків, 79 дворів (131 хата) козаків.

### Імперський період

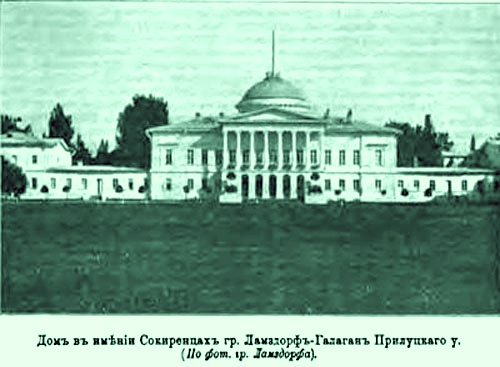
Будинок у маєтку графа Ламздорфа-Галагана, початок XX ст.

1797 налічувалося 1289 душ чоловічої статі податкового населення. Поміщиками Сокиринців були наприкінці 18 ст. — майор Григорій Іванович Галаган, у 19 ст. — його нащадки.
У 1823-29 pp. споруджено Сокиринський палац з Сокиринським парком. У маєтку існували кріпацький театр, хор тощо. Палац було збудовано у стилі ампір за проектом архітектора П. Дубровського. Це велична мурована двоповерхова споруда, прямокутна у плані, з великим декоративним куполом у центрі. Головний фасад прикрашено шестиколонним портиком іонічного ордера, поставленого на аркаду. Обабіч фасаду встановлено копії античних скульптур та декоративні вази. Палац мав 60 кімнат, сполучених між собою анфіладною системою. До парадного під'їзду вела широка, засаджена декоративними деревами та кущами, алея. Навколо палацу було закладено у 1823—1825 роках голландським садівником І.Бістерфельдом за участю архітектора П. Дубровського парк, який органічно доповнив палацовий ансамбль. В парку посаджено дуби, берези, тополі, граби, клени, модрини, каштани, платани. До нашого часу зберігся в парку старий явір, під яким відпочивав Тарас Шевченко. Парковий ландшафт доповнювали альтанки, церква з дзвіницею, каплиця, колодязь, гребля, Готичний та Красний містки над ставом, різноманітні паркові скульптури.
У сокиринському палаці часто гостювали видатні діячі культури, зокрема Т. Шевченко, художники В. Штернберг, Л. Жемчужников, композитор М. Лисенко. Свої враження від відвідання Сокиринців і від гри тамтешнього оркестру Тарас Шевченко описав у повісті «Музикант».
1859 — 476 дворів, 2951 жителів 2 церкви та завод.
Згідно з реформою 1861 в Сокиринцях утворене Волосне правління тимчасовозобов'язаних селян (1861—1866), якому підпорядкована 1 сільська громада (842 ревіз. душі). Козаки були підпорядковані Никонівському Волосному правлінню відомства Палати державного майна. Після реорганізації волостей Сокиринці 1867 стали центром нової волості 2-го стану.
1886 — 8 дворів селян казенних, 381 двір селян-власників, 241 двір козаків, 6 дворів міщан та ін., 690 хат, 3487 ж.; діяли: 2
церкви, земське початкове однокласне училище (засноване 1838, у віданні земства — з 1873), шинок, 3 крамниці, базар щосереди й щонеділі, 2 ярмарки на рік (Вознесенський й Олександро-Невський 30 серпня), 7 кузень, 1 водяний млин, 57 вітряків, 6 олійниць.
Завдяки Ґалаґанам Сокиринці були своєрідним культурним центром. З 1787 у селі існував ляльковий театр — вертеп, тут жив кобзар Остап Вересай (його кімната-музей є у колишньому палаці); з ініціативи Григорія Ґалаґана в Сокиринцях постав (1871) один із перших в Україні кооперативів — сільське ощадно-позичкове товариство.
Після смерті Григорія Павловича (1888) припинився рід Ґалаґанів по чоловічій лінії. Всі маєтки перейшли до нащадків по жіночій лінії — до дочки Павла Григоровича Марії Павлівни. Її дочка Катерина Комаровська одружилася з генерал-лейтенантом К. М. Ламздорф; йому царським указом (1894) дозволено іменуватися графом Ламздорф-Галаганом.
На 1903 р. у волосному селі числилось коло чотирьох тисяч мешканців, дві церкви, кілька лавок, базар двічі на тиждень, 60 млинів (із них один водяний), кілька олійниць.
1910 в Сокиринцях — 825 госп., з них козаків — 305, селян — 489, євреїв — 8, ін. непривілейованих — 8, привілейованих — 15, налічувалося 4569 ж., у тому числі 56 теслярів, 35 кравців, 20 шевців, 12 столярів, 18 ковалів, 3 слюсарі, 170 ткачів, 8 візників, 229 поденників , 87 займалися інтелігентними та 639 — іншими неземлеробськими заняттями, все інше доросле населення займалося землеробством. 3805 десятин придатної землі. Діяли: земське початкове однокласне училище, в якому навчалися 202 хлопчика (1912), жіноча церковнопарафіяльна школа, Варваринська й Вознесенська церкви (крім домової).
Крім Ламздорф-Галаганів, у Сокиринцях на початку 20 ст. землевласниками були: Андрій, Ганна, Василь та Іван Кіндратовичі Черкасови.

### Підрадянський період
У 1920-х pp. відкрито Сокиринський сільськогосподарський технікум.
У 1920-27 діяв Сокиринський художньо-історичний музей. 1922 збиралися два ярмарки — 6 травня і 21 серпня (за новим стилем).
У 1923-30 Сокиринці — центр сільради. 1925 — 1077 дворів, 4795 ж. ; 1930 — 1009 дворів, 4488 ж., 1996 — 590 дворів, 1589 ж.

#### Голодомор
|  | «ЛИСТ УПОВНОВАЖЕНОГО ВАРВИНСЬКОГО РАЙКОМУ КП(б)У ПО с. СОКИРИНЦІ ДО РАЙКОМУ КП(б)У ПРО ЗАВОРУШЕННЯ В СЕЛІ ЧЕРЕЗ НЕСТАЧУ ХЛІБА 12 червня 1932 р. 1. Останні непорозуміння в селі, які побудовані на продовольчому питанні, з боку колгоспників мають в собі слідуюче: а) Під час хлібозаготівлі було цілий ряд перекручень, які виражались в слідуючому: обшукували значний процент колгоспників, забирали останні фунти* й обіщали, що будем забезпечувати. б) Під час підготовки до весняної засівкампаніЇ не було пророблено в колгоспних масах планів посіву, як практично провести посів бригаді на визначеній площі, а пророблено в загальному, що й лишило свій одпечаток у процесі посіву. в) До посівкампанії управа колгоспу не відзвітувалась за господарювання 1931 року й колгоспники пішли сіяти не розраховані за минулий рік і, основне, не обізнані з наслідками господарювання 1931 року. г) Грубі, а іноді й брутальні поводження членів управи до колгоспників; це особливо помічалось з боку голови т. Бутчаного, що й накопичувало низку нездорових моментів по відношенню [до] завдань третьої більшовицької сівби. д) З боку сільради не вживалося заходів до випадків кулацького засилля, не організовували мас колгоспників та одноосібників бідняків<середняків на боротьбу з класовим ворогом - кулаком (приклади свавілля кулаків під час відкриття ясел). Кулак Хоружий Микола самочинно зайняв підготовлену хату, гонив колгоспників, щоб не припаряли до хати; приходив у сільраду і навіть стукав кулаком у стіл, кричучи: "Я хату зайняв, давайте мені картоплі й хліба". На другому кутку теж в хату ясел кулачка влізла, продрав вікно, натопила і посаджала на піч дітей. На третьому кутку кулак вліз в хату, куплену колгоспником, і виганяв останнього з хати. Виконавця ні одного в сільраду визвати не можна було. Коли йому загадують, то останній говоре: "Ходити мені в вашу сільраду немає часу". На цьому і кінчилось, нікому нічого не нужно. Реагувань нікоторих - бий, пали, кради. Що хоч роби, чуть не безвластіє. І почалось: щоночі кражі, тягнуть корови, коні, реманент. Підкопуються в хати, палять. А кулаки як господарі положення організовують, підбурюють масу, і організували за своєю кулацькою стратегією похід за хлібом до сільради, де явилось до 200 чоловік востаніе, між якими 50 % кулаків. Цю роботу організаційно проводили так: опредільонним людям вдарити в дзвони, таким-то людям знімати бригади на полі з роботи і зробити загальносільський страйк, розібрати коней і розділити землю. Такі слова вся прибувша маса і кричала: "Виписуйте! Нас голодних лишили, будемо самі жити, годі в колективі нажились!" Помічниками кулаків крикуни-лентяї та п'яниці із бідняків появились на арену. Як от бідняк Салогуб Гнат просто кут хотів увесь організувати, щоб забрати коней і ділити посів. Бакуменко Ганна*, жінка бандита, якого розстріляли, - основна застрельщиця. Коломієць Катерина біднячка. А поруч цього, коли перевірили по заявам з приводу самогоноваріння, то маємо, що в колгоспників на найхужій бригаді, яка страйкувала 4 дні через хліб, виявилось в колгоспника Горба Івана 15 п хліба є на сьогодні, в Машевського Дм[итра] 8 п Білика Лар. і Бічик Л. систематично гонить самогонку найшли тикву перваку. Вбивство колгоспника-старика. Останній підпал колгоспника і одноосібника - все це, зрозуміло, рештки руководства, яке зкотилось до нуля (тут уже і виразитись немає можливості). Підпис ** |

## Населення

### Мова
Розподіл населення за рідною мовою за даними перепису 2001 року:
| Мова       | Кількість | Відсоток |
| ---------- | --------- | -------- |
| українська | 1359      | 98.05 %  |
| російська  | 25        | 1.80 %   |
| білоруська | 1         | 0.07 %   |
| румунська  | 1         | 0.08 %   |
| Усього     | 1386      | 100 %    |

## Пам'ятки

### Церкви
Гнат Галаган побудував дерев'яну церкву, у якій 1777 був похований його син Григорій. Пізніше на кошти Катерини Василівни Галаган (дружини Павла Григоровича) 1858 була збудована мурована домова Петро-Павлівська церква, приписана до Варваринської мурованої церкви, спорудженої 1803 на кошти Григорія Івановича Галагана. Крім названих, діяла ще дерев'яна Вознесенська церква, побудована 1781 на кошти надв. ради. Івана Григоровича Галагана (перша церква в Сокиринцях збудована до 1666).

### Сокиринський архітектурно-парковий комплекс
Довгий час були маєтком старшинсько-шляхетського роду Ґалаґанів, які створили тут парк.
У перший період будівництва (з 1763 р.) Сокирянський парк мав характер лісопарку — переважно вікової діброви; у другий (1825–1835) був поширений до 80 гектарів і перетворений за проектом садівника Бістерфельда на краєвидний парк з галявинами, алеями, ставками, альтанками, мостами та іншими елементами малої архітектури. Композицію парку складають головна алея, палац та глибока перспектива краєвиду, що розгортається за палацом і завершується великим (10 га) ставом. Рослинність парку представлена здебільшого листяними (дуб, береза, берест, липа, платан, граб, клен тощо) й у незначній кількості шпильковими (модрина, ялина, сосна) породами дерев.
Палац побудований 1829 року архітектором П.Дубровським. Це простора двоповерхова будівля у стилі класицизму, увінчана в центрі великою декоративною банею, прикрашена шестиколонними портиками.
Тепер парк із палацом перебувають у користуванні аграрного ліцею.
|  |  |  |  |  |

## Технікум
Засновано 1920 як агрономічна школа в колишньому маєтку Ламсдорф-Галагана в с. Сокиринцях, і була єдиною профшколою агрономічної освіти на Прилуччині. Школа мала землі 350 десятин, пасіку на 20 вуликів, молочну ферму, теплицю та оранжерею. Працювало два відділення — садівництва і хліборобства. Після закінчення школи учні мали право без іспитів вступати до технікумів. На 1923 відбулося 2 випуски. Пізніше реорганізовано в технікум, а 1972 — в СПТУ № 36.

## Відомі люди
Уродженці села:

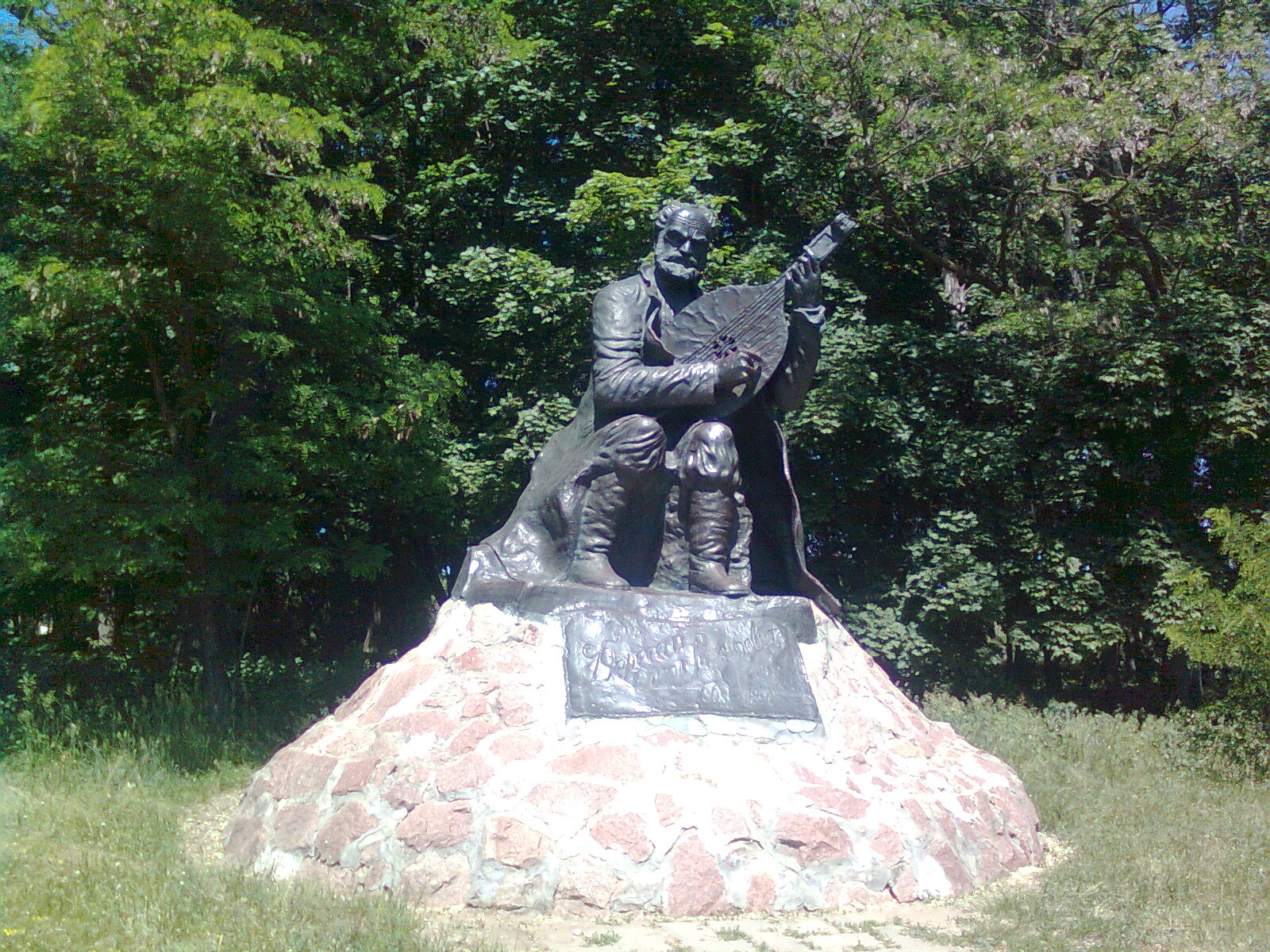
Пам'ятник Остапу Вересаю, встановлений у 1971 році на території Сокиринського парку (скульптор — Микола Харченко)
2011

- Крикливий Василь Васильович (*1915 — †1984) — Герой Радянського Союзу
- Овсієвський Анатолій Леонідович — сотник Армії Української Народної Республіки.
- Пфейффер Георгій Васильович (*1872 — †1946) — академік УАН, математик
- Ткаченко Андрій Григорович (*1908 — †1989) — Герой Радянського Союзу[10]
- Сенчук Є. К. (*1919 — †1974) — авіаконструктор, лауреат Державних премій
- Харченко Микола Іванович (*1921 — †?) — український скульптор, поет

У Сокиринцях жив, помер і похований український кобзар Остап Вересай (*1809 — †1890).
У 1845 році, по дорозі в Ромни, маєток Г. П. Галагана відвідав Тарас Шевченко, який подарував власникові маєтку окреме видання поеми «Тризна» з дарчим написом. Враження про перебування в Сокиринцях відбито у повісті «Музикант», у листі до Г. П. Галагана. В парку зберігся явір, де, за місцевими переказами, любив відпочивати поет.
До Сокиринців приїздили художник Лев Жемчужников (*1828 — †1912), який написав тут кілька картин, та композитор Микола Лисенко (*1842 — †1912), який записував думи й пісні Остапа Вересая.